# Tomoaki Komorida
Tomoaki Komorida (小森田 友明 Komorida Tomoaki?), född 10 juli 1981 i Kumamoto prefektur, är en japansk före detta fotbollsspelare.
Komorida började sin karriär 2000 i Avispa Fukuoka. Efter Avispa Fukuoka spelade han för Oita Trinita, Montedio Yamagata, Vissel Kobe, Roasso Kumamoto, Persela Lamongan och Giravanz Kitakyushu. Han avslutade karriären 2012.